# 聖何塞-德奇基托斯

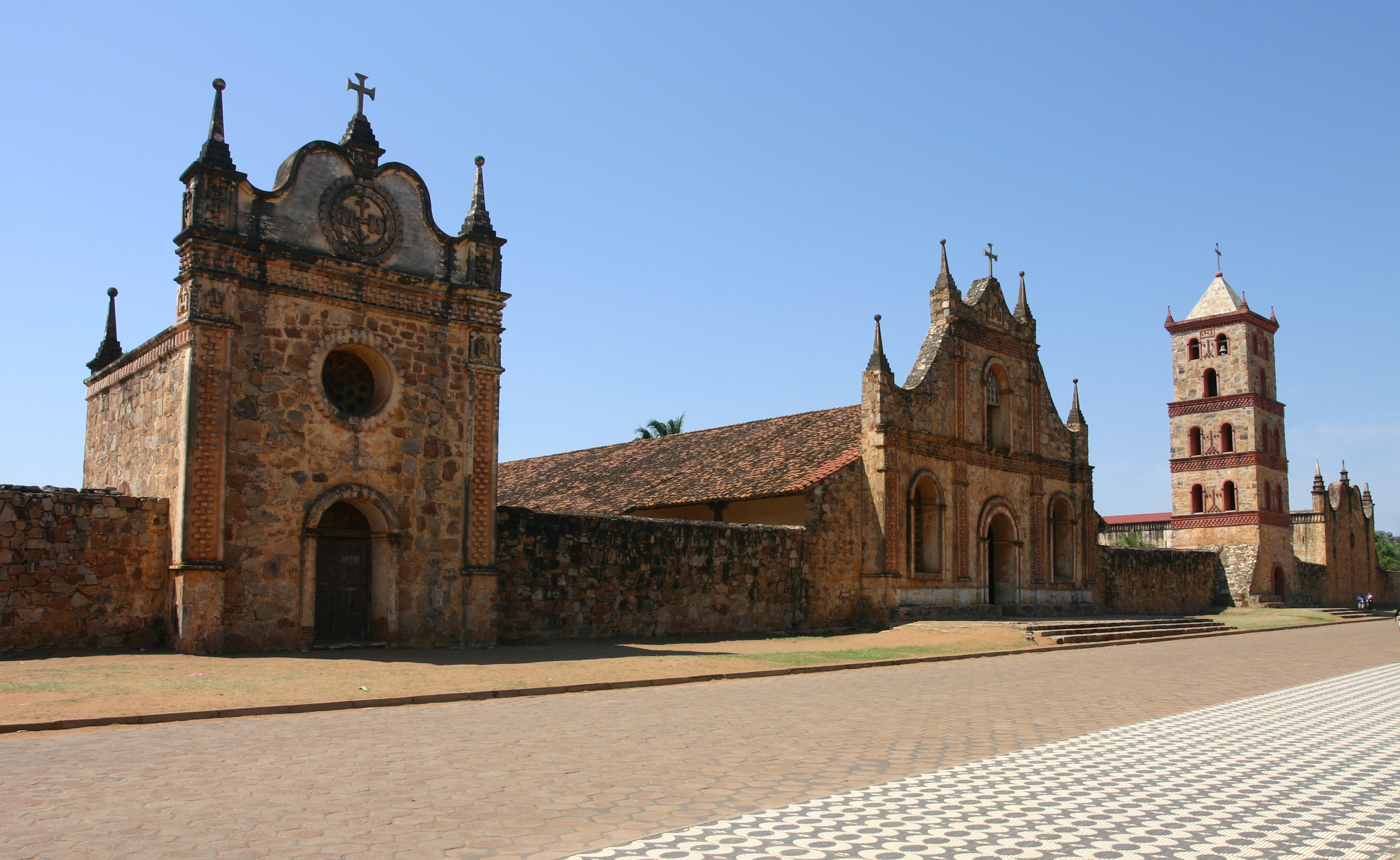

聖何塞-德奇基托斯（西班牙語：San José de Chiquitos）是玻利維亞的城鎮，位於該國東南部，由聖克魯斯省負責管轄，距離首府聖克魯斯277公里，海拔高度300米，每年平均降雨量918毫米，2010年人口11,070。

## 外部連結
- www.world-gazetteer.com / Population
- Map of Chiquitos Province
- Description of Jesuit mission (World Heritage Site) with pictures and information